# LithTech
LithTech es un motor de juego desarrollado por Monolith Productions y comparable a los motores Quake y Unreal. Monolith y otros desarrolladores de videojuegos han utilizado LithTech como base para sus juegos de disparos en primera persona.
Monolith inicialmente desarrolló el motor para Microsoft antes de comprar los derechos y otorgar licencias a otros desarrolladores a través de su subsidiaria LithTech Inc. La compañía de licencias pasó a llamarse Touchdown Entertainment en 2003 y luego fue absorbida por Warner Bros. Interactive Entertainment después de la adquisición de Monolith.
La última versión de LithTech ofrecida para licencia fue Jupiter EX, lanzada inicialmente en 2005, sin embargo, Monolith ha seguido usando la tecnología LithTech en sus juegos, incluido La Tierra Media: sombras de Mordor, lanzado 30 de septiembre de 2014.  
Después del lanzamiento de La Tierra Media: Sombras de Mordor, el estudio comenzó a trabajar en un nuevo motor (basado en tecnología LithTech) para batallas a mayor escala llamado "Firebird".

## Versiones

### LithTech 1.0
Originalmente se suponía que el motor LithTech se llamaría DirectEngine, ya que Monolith lo estaba desarrollando para que Microsoft lo incluyera como un motor 3D para su uso con la tecnología DirectX de Microsoft. Cuando Microsoft decidió no utilizar el motor, Monolith volvió a comprar los derechos y continuó desarrollándolo por su cuenta.  Cambiaron el nombre del motor a Lithtech y lo licenciaron a otras empresas. En los años siguientes, el equipo de LithTech se dividió en una empresa independiente, LithTech Inc., que pasó a llamarse Touchdown Entertainment en marzo de 2003. 

### LithTech 2.0
A partir de LithTech 2.0, LithTech Inc. inició el proceso de creación de muchas versiones diferentes del motor. Monolith lanzó su juego No One Lives Forever (NOLF) con esta versión del motor, sin embargo, luego fue revisado a LithTech 2.2. El juego recibió una actualización a LithTech 2.2 en un parche. Luego, el equipo de LithTech continuó mejorando la versión 2.2 para sus licenciatarios, lo que dio como resultado las iteraciones 2.3 y 2.4.
LithTech cooperó con RealNetworks en el desarrollo de una versión personalizada de LithTech 2.2 llamada RealArcade LithTech (o LithTech ESD). Entre sus características, admitía transmisión de medios para vallas publicitarias y anuncios dentro del juego y podía usarse con el sitio de juegos de RealNetworks. Hubo un tiempo en que los desarrolladores podían obtener la licencia de RealArcade LithTech si firmaban un acuerdo con RealNetworks. Este motor se utilizó en un título desarrollado internamente, Tex Atomic's Big Bot Battles.

### LithTech Talon
LithTech Inc. desarrolló un motor diferente específicamente para el título de Monolith, Aliens versus Predator 2. LithTech Talon se basó en LithTech 2.2, en lugar de LithTech 2.4. Debido a esta elección, LithTech 2.4, RealArcade LithTech y LithTech Talon se volvieron en gran medida incompatibles entre sí. Sin embargo, los críticos todavía lo consideraban inferior a Unreal o id Tech.   
El mayor punto de venta de LithTech Talon residía en su capacidad de soporte multijugador, más eficiente en comparación con versiones anteriores del modo multijugador de LithTech que presentaban un código de red deficiente. Aliens versus Predator 2 presenta un juego multijugador completo que utiliza estas mejoras.
En 2003, Talon todavía tenía licencia. 

### LithTech 3.0
LithTech 3.0 se estaba desarrollando simultáneamente con Talon, pero, junto con sus revisiones, LithTech 3.x se consideraría en gran medida una versión interna del motor. Si bien se envió a los licenciatarios, no se terminaron juegos. La característica principal anunciada para LithTech 3.x fue el Sistema de objetos distribuidos, un nuevo sistema para MMORPG y multijugador.  Desafortunadamente, LithTech 3.x también estuvo plagado de una cantidad significativa de errores y problemas y todos los juegos desarrollados con LithTech 3.x eventualmente se convertirían al nuevo LithTech Jupiter o Talon.
El juego Monolith inédito, Shogo II, se estaba desarrollando con esta iteración del motor LithTech. 

### LithTech Discovery
LithTech Discovery se creó teniendo en cuenta el género MMORPG y sus requisitos únicos. Discovery mejoró la tecnología de trabajo de LithTech 2.2, pero también incluyó el Sistema de objetos distribuidos, que era la pieza central de LithTech 3.x. El único título de juego impulsado por LithTech Discovery fue The Matrix Online de Monolith. El motor nunca obtuvo la licencia de ninguna otra empresa.
LithTech Jupiter fue una revisión exhaustiva de la tecnología LithTech, desarrollada como alternativa a 3.x.  En cierto modo, la versión original de Jupiter era incluso más avanzada tecnológicamente que sus competidores, ya que admitía Shader Model 1.x e incluía una herramienta de visualización, mientras que en ese momento Unreal y Quake solo admitían sombreadores basados en CPU.
Se creó una versión personalizada de Júpiter especialmente para Monolith, para usar con su juego Tron 2.0 ; esta versión recibió el nombre en código LithTech Triton. Finalmente, las nuevas funciones de LithTech Triton se fusionaron nuevamente en LithTech Jupiter para los licenciatarios.
En 2005, la última versión pública del motor LithTech fue Jupiter Extended (o Jupiter EX), que apareció en FEAR y condemned: Criminal Origins,  ambos desarrollados por Monolith. En comparación con su precursor Júpiter, la versión extendida fue impulsada por un nuevo renderizador DirectX 9 y otros avances, incluida la adición del software de física Havok para una simulación mejorada de la física del mundo real, iluminación dinámica por píxel, mapeo de relieve, mapeo normal y especular. destacando. Junto con la dinámica del personaje de Havok, Jupiter EX también incluye el "Havok Vehicle Kit", que agrega soporte para el comportamiento común del vehículo.

### LithTech Firebird
Firebird fue creado con el propósito de librar batallas a escala masiva y  expandir el sistema Nemesis para La Tierra Media: sombras de guerra.

## Juegos que utilizan LithTech
Esto una lista parcial de videojuegos creados con el motor LithTech, ordenados desde LithTech 1.x hasta Firebird además de aquellos que desconocemos su versión.

### 1.0
- Shogo: Mobile Armor Division de Monolith Productions (1998)
- blood II: El elegido de Monolith Productions (1998)

### 1.5
- TNN Outdoors Pro Hunter 2 de Monolith Productions (1999)
- kiss: Psycho Circus: The Nightmare Child de Third Law Interactive (2000)
- Might and Magic IX de New World Computing (2002)

Esta es también la versión del motor utilizado en el desarrollo de la herramienta machinima era un rederizador para metrajes que utilizaba Lith tech, fue desarrollado por Strange Company, utilizado sobre todo en su cortometraje " Ozymandius ".  Sin embargo, el desarrollo posterior pasó a LithTech 2.0. 

### 2.0 y 2.2
- No one live Forever de Monolith Productions (2000)
- Sanity: Aiken's Artifact de Monolith Productions (2000)
- Legends of Might and Magic de New World Computing (2001)
- Duro de matar: Nakatomi Plaza de Piranha Games (2002)

### ESD
- Tex Atomic's Big Bot Battles por Monolith Productions (2001)
- Super Bubble Pop de Zombie (2001)

- MTH Railking Model Railroad Simulator de IncaGold (2001)
- Global Operations de Barking Dog Studios (ahora conocido como Rockstar Vancouver) (2002)

- Aliens versus Predator 2 de Monolith Productions y Third Law Interactive (2001)
- Elite Forces WWII: Normandy por Third Law Interactive (2001)
- Elite Forces: WWII - Iwo Jima por Third Law Interactive (2001)
- Purge por Tri-Synergy (2002)
- Might and Magic IX (también conocido como Might and Magic IX: Writ of Fate) de New World Computing (2002)
- Western Outlaw: Wanted Dead or Alive [15] de Jarhead Games (2002)
- Nina: Agent Chronicles de City Interactive (2003)
- CTU: Marine Sharpshooter de Jarhead Games (2003)
- Marine Sharpshooter II: Jungle Warfare de Jarhead Games (2004)
- MARCH!: Offworld Recon por Buka Entertainment (2004)

### Júpiter
- No One Lives Forever 2: A Spy In H.A.R.M.'s Way de Monolith Productions (2002)
- Rubies of Eventide de Cyber Warrior (ahora Mnemosyne) (2002)
- Sniper: Path of Vengeance por Xicat Interactive, Inc. (2002)
- Contrato JACK de Monolith Productions (2003)
- Gods and generals de Anivision (2003)
- Tron 2.0 (LithTech Triton) de Monolith Productions (2003)
- Viaje misterioso II: Camaleón por Detalion (2003)
- Medalla de Honor: Asalto del Pacífico por EA Los Ángeles (2004)
- Mob Enforcer de Touchdown Entertainment (2004)
- Sentinel: Descendants in Time por Detalion (2004)
- World War II: Sniper - Call to Victory de Jarhead Games (2005)
- Rangers del ejército: Mogadiscio por Jarhead Games (2005)
- Ataque repentino de GameHi (2005)
- El rostro de la humanidad por Duplex Systems (2006)
- Terrawars: New York Invasion por Ladyluck Digital Media (2006)
- Armas de combate de Doobic Studios (2008)
- Cyclone BMX / Duobao BMX de Dobgame (¿2005-2006?)
- Mistmare de Arxel Tribe (2003)

Discovery
- Matrix online de Monolith Productions (2005)

### Júpiter EX
- MIEDO de Monolith Productions (2005)
- Condenados: Orígenes criminales de Monolith Productions (2005)
- Punto de extracción FEAR de TimeGate Studios (2006)
- MIEDO Perseo Mandato por TimeGate Studios (2007)
- Condenados 2: Inyectados en sangre de Monolith Productions (2008)
- Terrorist Takedown 2: US Navy SEAL de City Interactive (2008)
- Mortyr: Operación Tormenta de City Interactive (2008)
- Code of Honor 2: Conspiracy Island  de City Interactive (2008)
- SAS: Secure Tomorrow de City Interactive (2008)
- Royal Marines: Comando de City Interactive (2008)
- FEAR 2: Proyect origin de Monolith Productions (2009)
- Armed Forces Corp por City Interactive (2009)
- Battlestrike: Shadow of Stalingrad.También conocido como: Battlestrike: Force of Resistance 2  de City Interactive (2009)
- Code of Honor 3: Desperate Measures de City Interactive (2009)
- Wolfschanze II de City Interactive (2009)
- Special Forces  de City Interactive (2010)
- Terrorist Takedown 3 de City Interactive (2010)
- Gotham City Impostors de Monolith Productions (2012)
- District 187: Sin Streets  de Netmarble (2012)
- Armas de combate: recargadas por Doobic Studios (2017)
- La Tierra Media: sombras de Mordor de Monolith Productions (2014) (Lithtech Júpiter modificado) [16]
- crossfire de Smilegate (2007)

### Firebird
- La Tierra Media: sombras de guerra de Monolith Productions (2017) [17] [18]

### Versión desconocida
- Vietnam: Black Ops de Fused Software (2000)
- Vietnam 2: Special Assignment por single Cell Software (2001)
- Crisis Team: Ambulance Driver  de Antidote Entertainment  (2001)
- Alcatraz: Prison Escape de Zombie Inc. (2001)
- Elite Forces: Navy SEALs  de Jarhead Games (2002)
- Navy SEALs: Weapons of Mass Destruction de Jarhead Games (2003)
- Arthur's Quest: Battle for the Kingdom  de 3LV Games (2003)
- Heat Project de Doobic (2003)
- Wolfteam de Softnyx (2007)
- Repulse de Aeria Games (2012)